# Луций Кальпурний Пизон Фруги (консул)
Лу́ций Кальпу́рний Пизо́н Фру́ги (лат. Lucius Calpurnius Pisō Frugi; II век до н. э.) — древнеримский военачальник и политический деятель из плебейского рода Кальпурниев Пизонов, консул 133 года до н. э. Автор исторического труда «Анналы».

## Происхождение
Луций Кальпурний принадлежал к плебейскому роду Кальпурниев, происходившему согласно поздним генеалогиям от Кальпа — мифического сына второго царя Рима Нумы Помпилия (к Нуме возводили свои родословные также Пинарии, Помпонии и Эмилии). Согласно Капитолийским фастам, отец и дед Луция носили преномены Луций и Гай соответственно.

## Биография
Рождение Луция Кальпурния, учитывая дату его плебейского трибуната (149 год до н. э.) и консулата (133 год до н. э.), канадский антиковед Г. Самнер относит к 177 году до н. э. или немногим ранее., а немецкий учёный-религиевед Й. Рюпке — к периоду около 180 года. 
Первое упоминание о Луции Кальпурнии в источниках относится к 149 году до н. э., когда он занимал должность народного трибуна. В этом качестве Пизон выдвинул первый законопроект против вымогательств в провинциях, который стал законом; в результате была создана специальная судебная комиссия для рассмотрения дел подобного рода. В 136 году до н. э. Луций Кальпурний стал претором и получил в управление Сицилию, где восстали рабы. Войну он вёл настолько неудачно, что однажды повстанцы даже захватили его лагерь. Тем не менее в 133 году до н. э. Пизон получил консулат (совместно с Публием Муцием Сцеволой) и снова отправился в Сицилию. На этот раз его действия были более успешными: с помощью суровых мер он восстановил дисциплину в армии, взял штурмом Мамертинскую крепость (неясно, какой именно пункт имеет в виду источник) и там уничтожил девять тысяч беглых рабов. Затем Луций Кальпурний осадил Энну, которая сдалась уже его преемнику по командованию — Публию Рупилию.
В последующие годы Пизон был одним из наиболее решительных противников Гая Семпрония Гракха, особенно в связи с хлебным законом последнего. Марк Туллий Цицерон рассказывает, что однажды, когда этот закон уже был принят, Гракх заметил Луция Кальпурния в толпе получателей дешёвого зерна; на вопрос, почему он изменил своё мнение и пришёл за зерном, Пизон ответил: «Я вовсе не хочу, Гракх, чтобы ты делил мое добро между всеми; но раз уж ты за это взялся, то и я хочу получить мою долю». В ещё одном своём трактате Цицерон упоминает Марка Кальпурния как цензория (бывшего цензора), и учёные оценивают этот факт по-разному. Одни считают, что Цицерон ошибся, другие — что Пизон всё-таки занимал цензорскую должность либо в 120, либо в 108 году до н. э.
За свои личные качества Луций Кальпурний получил агномен Честный (Фруги).

## Интеллектуальные занятия
В конце жизни Пизон создал исторический труд («Анналы»), от которого сохранилось 45 разрозненных фрагментов. Цицерон пишет, что язык «Анналов» был очень сухим; по-видимому, Луций Кальпурний не пытался выработать изящный стиль. Он описал предысторию и историю Рима от времён Энея до, по крайней мере, взятия Карфагена. Труд Пизона использовали Марк Теренций Варрон, Дионисий Галикарнасский, Тит Ливий, Плиний Старший. «Анналы» цитирует Авл Геллий.
Луций Кальпурний часто выступал в суде. Он публиковал свои речи, но к 46 году до н. э., когда был написан трактат Цицерона «Брут, или О знаменитых ораторах», они были всеми забыты.

## Потомки
У Луция Кальпурния был сын того же имени, занимавший должность претора в 112 году до н. э.